# Coupe d'Afrique de rugby à XV de 2e division 2016
Navigation
Coupe d'Afrique 2 2015 Rugby Africa Regional Challenge 2017
L'Africa Cup 2 2016 est une compétition organisée par Rugby Afrique qui oppose les nations africaines de Deuxième Division.

## Format
La division 2 Ouest : une année sur deux, cette Coupe d’Afrique se transforme en une journée de tournoi à 7 regroupant 6 équipes. L’autre année, c’est une compétition classique de rugby à 15.

## Équipes engagées
| Division 2 Est - Burundi - R.D.C. - Rwanda - Lesotho | Division 2 Ouest - Ghana - Togo - Bénin - Niger - Burkina Faso - Mali |

## Résultats de la Division 2 est
Les matchs se disputent sous forme de tournoi organisé à Kigali au Rwanda du 17 mai au 20 mai 2016. Tous les matches se sont disputés au Stade Amahoro.
Arrivée en retard à cause de problèmes de transports, la sélection nationale du Lesotho a dû déclarer forfait pour sa demi-finale face à la RDC.

### Tableau
|  | Demi-finales       | Demi-finales       |                        |   | Finale             | Finale             |
|  | Demi-finales       | Demi-finales       |                        |   | Finale             | Finale             |
|  |                    |                    |                        |   |                    |                    |
|  | le 17 mai à Kigali | le 17 mai à Kigali |                        |   | le 20 mai à Kigali | le 20 mai à Kigali |
|  | le 17 mai à Kigali | le 17 mai à Kigali |                        |   | le 20 mai à Kigali | le 20 mai à Kigali |
|  | Rwanda             | 15                 |                        |   | le 20 mai à Kigali | le 20 mai à Kigali |
|  | Rwanda             | 15                 |                        |   | le 20 mai à Kigali | le 20 mai à Kigali |
|  | Burundi            | 3                  |                        |   | le 20 mai à Kigali | le 20 mai à Kigali |
|  | Burundi            | 3                  | Rwanda                 | 9 |                    |                    |
|  | le 17 mai à Kigali |                    | Rwanda                 | 9 |                    |                    |
|  |                    | R.D.C.             | 12                     |   |                    |                    |
|  | Lesotho            | R.D.C.             | 12                     | 0 |                    |                    |
|  | Lesotho            |                    |                        | 0 |                    |                    |
|  | R.D.C.             | 25                 |                        |   |                    |                    |
|  | R.D.C.             | 25                 | Match pour la 3e place |   |                    |                    |
|  |                    |                    |                        |   |                    |                    |
|  | le 20 mai à Kigali |                    |                        |   |                    |                    |
|  |                    |                    |                        |   |                    |                    |
|  | Burundi            | 6                  |                        |   |                    |                    |
|  | Burundi            | 6                  |                        |   |                    |                    |
|  | Lesotho            | 3                  |                        |   |                    |                    |
|  | Lesotho            | 3                  |                        |   |                    |                    |

### Finale
| 20 mai 2016 | Rwanda                      | 9 - 12 (3 - 12) | R.D.C.                             | Stade Amahoro, Kigali Arbitre : Ramsey Olinga (Ouganda) |
| 20 mai 2016 | Pénalité(s) : 2 Drop(s) : 1 |                 | Essai(s) : 2 Transformation(s) : 1 | Stade Amahoro, Kigali Arbitre : Ramsey Olinga (Ouganda) |
| 20 mai 2016 |                             |                 |                                    | Stade Amahoro, Kigali Arbitre : Ramsey Olinga (Ouganda) |

## Résultats de la Division 2 ouest
Les matchs se disputent sous forme de tournoi de rugby à sept organisé à Lomé au Togo le 27 mai 2016.

### Détails des résultats

#### 1rephase
| 27 mai 2016 | Niger | 15 - 10 | Togo | Lomé |
| 27 mai 2016 |       |         |      | Lomé |
| 27 mai 2016 |       |         |      | Lomé |

| 27 mai 2016 | Mali | 12 - 3 | Bénin | Lomé |
| 27 mai 2016 |      |        |       | Lomé |
| 27 mai 2016 |      |        |       | Lomé |

| 27 mai 2016 | Burkina Faso | 5 - 12 | Togo | Lomé |
| 27 mai 2016 |              |        |      | Lomé |
| 27 mai 2016 |              |        |      | Lomé |

| 27 mai 2016 | Ghana | 19 - 0 | Bénin | Lomé |
| 27 mai 2016 |       |        |       | Lomé |
| 27 mai 2016 |       |        |       | Lomé |

| 27 mai 2016 | Niger | 14 - 0 | Burkina Faso | Lomé |
| 27 mai 2016 |       |        |              | Lomé |
| 27 mai 2016 |       |        |              | Lomé |

| 27 mai 2016 | Mali | 0 - 15 | Ghana | Lomé |
| 27 mai 2016 |      |        |       | Lomé |
| 27 mai 2016 |      |        |       | Lomé |

#### Classements
| Rang | Nation | J | V | N | D | Pm | Pe | Diff | Pts |
| ---- | ------ | - | - | - | - | -- | -- | ---- | --- |
| 1    | Ghana  | 2 | 2 | 0 | 0 | 34 | 0  | +34  | 8   |
| 2    | Mali   | 2 | 1 | 0 | 1 | 12 | 18 | -6   | 4   |
| 3    | Bénin  | 2 | 0 | 0 | 2 | 3  | 31 | -28  | 0   |

| Rang | Nation       | J | V | N | D | Pm | Pe | Diff | Pts |
| ---- | ------------ | - | - | - | - | -- | -- | ---- | --- |
| 1    | Niger        | 2 | 2 | 0 | 0 | 29 | 10 | +19  | 8   |
| 2    | Togo         | 2 | 1 | 0 | 1 | 22 | 20 | +2   | 4   |
| 3    | Burkina Faso | 2 | 0 | 0 | 2 | 5  | 26 | -21  | 0   |

|  | Qualifiés pour les demi-finales (no 1, no 2). |
|  | Barrage (no 3).                               |

#### Match pour la5eplace
| 27 mai 2016 | Burkina Faso | 5 - 22 | Bénin | Lomé |
| 27 mai 2016 |              |        |       | Lomé |
| 27 mai 2016 |              |        |       | Lomé |

#### Demi-finales
| 27 mai 2016 | Niger | 0 - 26 | Mali | Lomé |
| 27 mai 2016 |       |        |      | Lomé |
| 27 mai 2016 |       |        |      | Lomé |

| 27 mai 2016 | Ghana | 19 - 22 | Togo | Lomé |
| 27 mai 2016 |       |         |      | Lomé |
| 27 mai 2016 |       |         |      | Lomé |

#### Match pour la3eplace
| 27 mai 2016 | Niger | 5 - 14 | Ghana | Lomé |
| 27 mai 2016 |       |        |       | Lomé |
| 27 mai 2016 |       |        |       | Lomé |

#### Finale
| 27 mai 2016 | Togo | 12 - 17 | Mali | Lomé |
| 27 mai 2016 |      |         |      | Lomé |
| 27 mai 2016 |      |         |      | Lomé |